# Bosnisch
Het Bosnisch (bosanski jezik) is een van de standaardvarianten van het Servo-Kroatisch.
Het Bosnisch wordt voornamelijk door Bosniakken in Bosnië en Herzegovina gebruikt. Het is gebaseerd op de westelijke variant van het Štokavisch en gebruikt het Latijnse alfabet. Binnen het Štokavisch is het Bosnisch als jekavisch te classificeren, hetgeen wil zeggen dat de Protoslavische ě zich ontwikkeld heeft tot (i)je.

## Ontwikkeling
Na de oorlog in Bosnië-Herzegovina ('92-'95) heeft elk van de drie volkeren uit het voormalige Joegoslavië besloten de nadruk op de eigen identiteit te leggen. De Bosniakken spreken een variant van het Servo-Kroatisch. Zowel Servische en Bosnische variant onderscheiden zich door een groot aantal van Turkse woorden, meer dan 3000 woorden. Voorbeelden zijn: jastuk, šegrt, duvan, avlija, bostan, čorba, rakija, šator, kutija, sat, vez, kalup, čarapa, Het Bosnisch bevat waarschijnlijk meer Turkse woorden, die vooral in informele en populaire gebruik zijn. Zo gebruiken Bosnische moslims (nu Bosniakken) nog steeds voor het woord week hevta bij een informele situatie (ontleend aan het Turkse hafta, ook week). Het moet erbij worden opgemerkt dat deze Turcismen lang niet allemaal zijn opgenomen in de geschreven standaard van het Bosnisch.

## Galerij

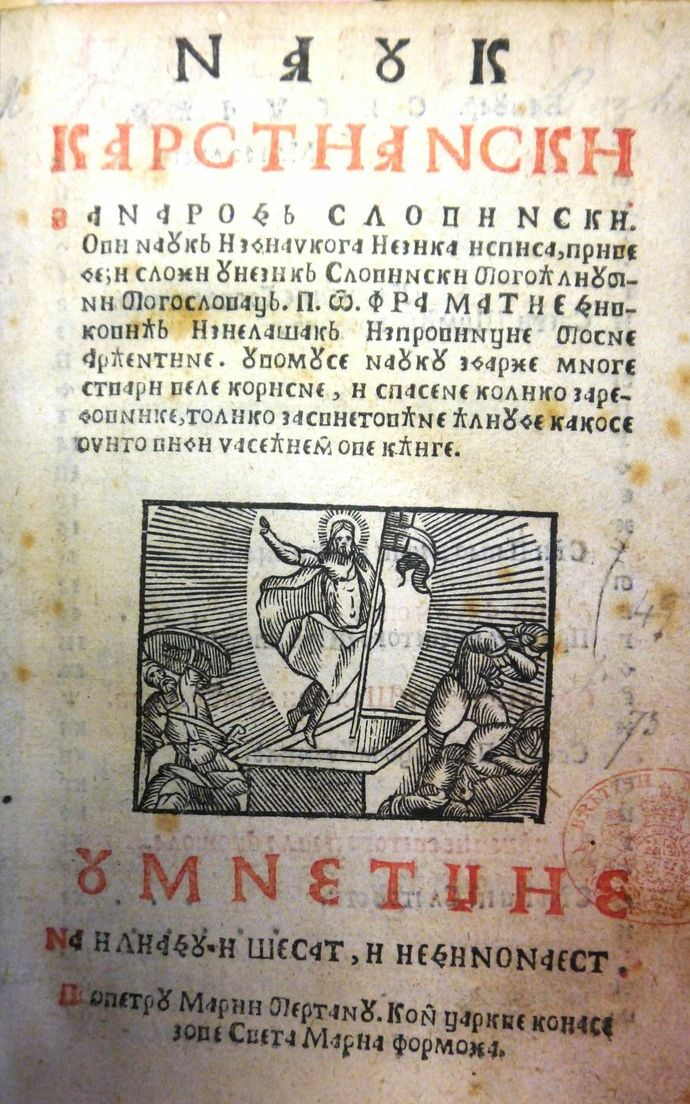
Nauk krstjanski za narod slovinski, door Matija Divković, het eerste gedrukte boek in Bosnië. Gepubliceerd in Venetië, 1611
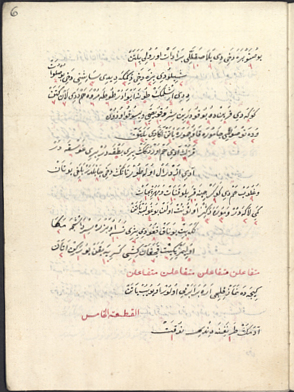
Bosnisch woordenboek door Muhamed Hevaji Uskufi Bosnevi, 1631
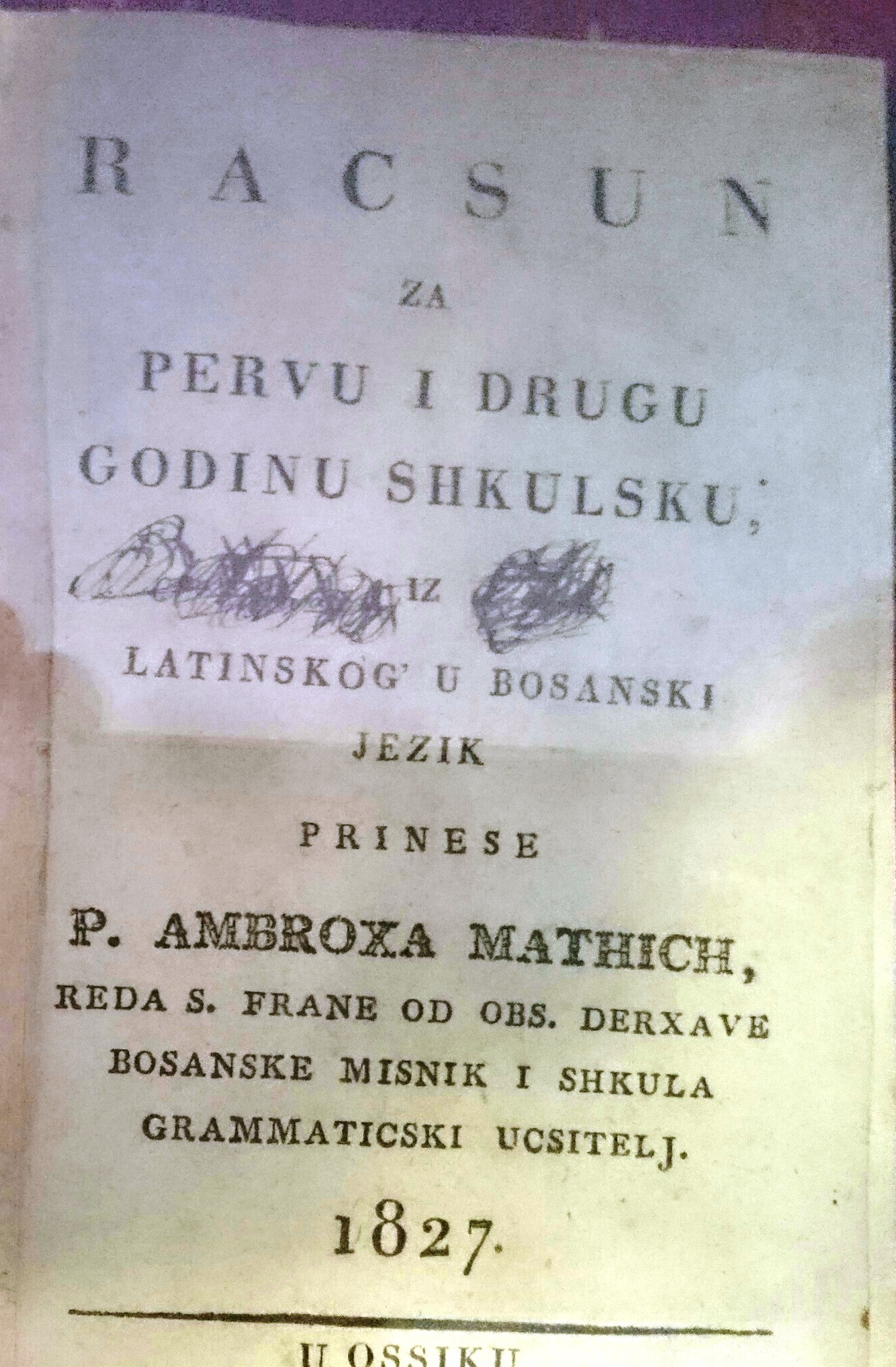
Schoolboek Latijn en Bosnisch, 1827
- Het 'Bosnische boek over de wetenschap van het gedrag' door 'Abdulvehab Žepčevi', 1831
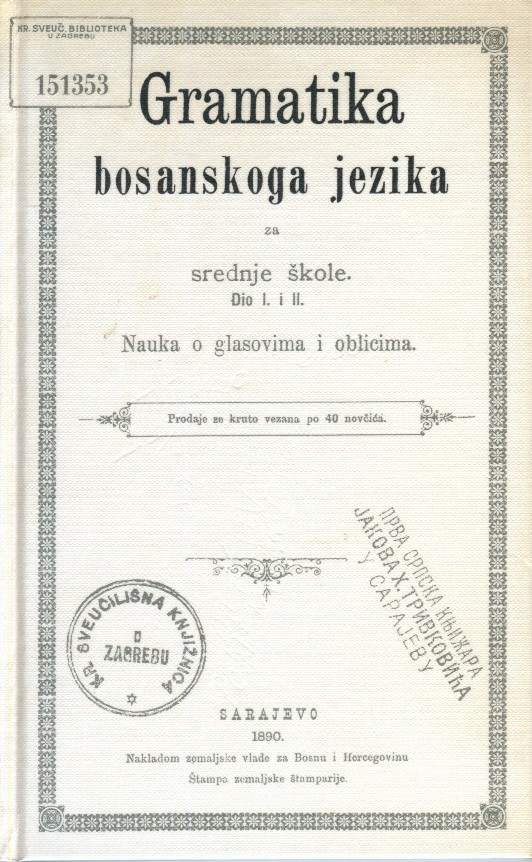
Bosnische grammatica, 1890
- De 'Vrije wil en geloofsdaden', manuscript uit het begin van de 19e eeuw

Oude Bosnische alfabetten: bosančica (bovenste regel) en arebica (onderste regel), vergeleken met het hedendaagse latinica (middelste regel)